# Дни юности
«Дни юности» (иногда встречается вариант перевода — «Дни молодости»; яп. 学生ロマンス 若き日, Wakaki hi; англ. Days of Youth, рабочее название «Память», Omoide) — японский немой чёрно-белый фильм 1929 года, комедия режиссёра Ясудзиро Одзу, восьмая работа режиссёра, но первая из сохранившихся до наших дней.

## Сюжет
Действие фильма начинает развиваться в северо-западной части Токио. Фильм, снятый в комедийном жанре, повествует о двух студентах: умном и прилежном Ватанабэ и лоботрясе Ямамото, между которыми возникает невольное соперничество из за понравившейся им обоим девушки по имени Тиэко. Под конец учебного года, перед экзаменом парни отправляются в горы с группой однокурсников отдохнуть на горнолыжном курорте. Здесь, на лыжне, они вновь столкнутся с Тиэко, но как окажется она приехала сюда для сватовства с Хатамото, лидером их лыжного клуба. Экзамены, они кстати, тоже провалят. Такие вот… дни юности.

## В ролях
- Итиро Юки[яп.] — Бин Ватанабэ
- Тацуо Сайто — Сюити Ямамото
- Дзюнко Мацуи — Тиэко
- Тёко Иида — тётя Тиэко
- Такэси Сакамото — профессор
- Тисю Рю — студент
- Окуни Итиро — профессор Анаяма
- Синъити Химори — Хатамото
- Эйко Такамацу — хозяйка гостиницы
- Сиити Кофудзита — Сёдзи, её сын
- Фусао Ямада — Кобаяси, студент

## Съёмки
Восьмая кинолента Одзу, снятая с конца февраля до начала апреля 1929 года и первая из сохранившихся работ мастера. Рабочее название «Память» (Omoide) было заменено на «Дни юности» (Wakaki hi) ещё до публичного показа фильма.
Акира Фусими, один из самых известных в ту пору сценаристов студии «Сётику» с комедийным дарованием, вставил в сценарий много интересных юморных сцен. Самой интересной является вторая часть фильма — сцены, снятые на горнолыжных склонах в провинции Синсю. Сам Одзу был большим любителем лыжного отдыха и в те времена каждую зиму не отказывал себе в удовольствии отдохнуть в горах. На съёмках «Дней юности» двадцатипятилетний режиссёр, сам ровесник своих героев, сочетал приятное с полезным — снимал фильм и между делом катался на лыжах. Из актёров — исполнительница главной женской роли Дзюнко Мацуи тоже хорошо могла держаться на лыжах, а вот исполнитель главной мужской роли актёр Итиро Юки, как и его киногерой, был абсолютным новичком.
В студии «Никкацу», конкурирующей компании «Сётику», катание на лыжах также было популярным занятием. В «Никкацу» за пару месяцев до этого Мокудо Сигэру снял фильм «Выкрутасы на лыжах» (Suki moshin), в котором конкурирующая фирма явно решила посмеяться над своими соперниками, назвав героев своего опуса именами сценаристов со студии «Сётику». Одзу и Фусими предоставилась возможность отыграться: имена сценаристов «Никкацу» появляются в «Днях юности». Да и не только назвали героев именами сценаристов конкурентов, но Одзу додумался ещё и до того, чтоб имя начальника сценарного отдела студии «Никкацу» было написано в фильме на вывеске цирюльника. Весёлыми и увлекательными оказались «дни юности» не только у героев фильма, но и у съёмочной группы Одзу.

## Дополнительные факты
- Фильм является наглядным отображением эпохи, того периода, когда мужчины ещё носили шляпы западного стиля, а не только кимоно. Всему этому вскоре пришёл конец, с ростом милитаризации Японии, страна лишилась американского импорта[2].

… В те дни, Акира Фусими и я постоянно придумывали истории. Многие из моих работ этого периода были сделаны в сотрудничестве с Фусими. Как только начинает темнеть, мы пойдём вдоль Гиндзы, будем пить и закусывать, обговариваем наш сценарий и на пути к моему дому в Фукагаве. И там мы будем продолжать общаться, слушать музыку и заваривать английский чай. Так мы проводили всю ночь и на заре у нас уже были готовы очертания истории. Так или иначе, нам всегда удавалось придумать сценарий за одну ночь. Теперь, оглядываясь назад, это действительно поражает меня.